# Victory Records
Victory Records är ett Chicagobaserat amerikanskt skivbolag, grundat av Tony Brummel 1989. Från att ursprungligen ha fokuserat på hardcore- och post hardcore-band har bolaget breddat sin utgivning till genrer såsom emo, indierock, skapunk och poprock.

## Artister
- Se Lista över Victory Records artister